# 鏡保之助

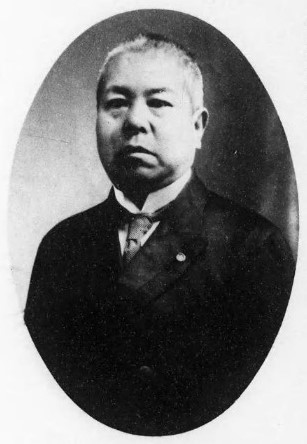
鏡保之助

鏡 保之助（かがみ やすのすけ、慶応4年4月28日（1868年5月20日） - 昭和6年（1931年）3月29日）は、明治から昭和始めにかけて活躍した農学者。農業教育者、庭園研究家。元姓は中川で人造肥料施用法原理を表した他、庭園研究にも勤しむ。駿河国（現在の静岡県）出身。

## 経歴
1890年（明治23年）、帝国大学農科大学卒業。1890年（明治23年）8月から1896年（明治29年）3月まで母校の静岡県尋常中学校で英語・博物・農業の教員を務める。1897年（明治30年)から農商務省農事試験場技師となる。1905年（明治38年）から1909年（明治42年）まで、京都府立農林専門学校に教諭として赴任し、のち校長を務める。1909年（明治42年）新設の千葉県立園芸専門学校の校長職に就任。千葉県農事試験場長を兼任。1910年（明治43年）、庭園の調査のための欧米視察の機会を得る。1912年（明治45年）、朝鮮総督府勧業模範農場長に転任。1921年（大正10年）から亡くなるまでは、盛岡高等農林学校校長を務める。

## 庭園研究
京都時代に京都の名園に惹かれ庭園学の研究を思い立ち、1911年（明治44年）9月に『日本園芸雑誌』に掲載された『庭園及観賞植物に就て」という論説と、1912年（明治45年）の1月から5月にわたって『園芸之友』に掲載された「将来に於ける本邦の庭園」という文章を発表する。「庭園及観賞植物に就て」は欧米を視察した経験に基づいて書いている。庭園を整形式庭園（RegularGarden）と不整形式庭園（IlegularGarden）とに分類し、整形式は古式庭園（CrasicGardem）、近世式庭園（RomanticGarden）とも呼び、フランス、イタリア、オランダなどで発達した整形を旨とし、左右対称で地上に模様を描き、建築物等の上から僻撤するのに適しており、フランスのVerseille、SaintCloud、SaintGer－main等が有名であるとしている。
不整形には庭園の風光が自然其健を示し実景を現わす実景的庭園と写景的庭園とがあり、実景的は4種類示している。芝生式切景的庭園は芝生地を本位としたもので、普通、英国式庭園と称しているもの、樹林地切景的庭園は樹林地を本位としたもので大陸式庭園とも称し、フランスやベルギーのBoisと称する遊園もこれに属するとし、森林式は樹林が森林的形態を有するものであって、あたかも森林内に庭園美を具えたようなものとし、木立芝生式（Hain式）は林ではあるが其樹林内の樹は下枝を生せしめず樹林地は芝生地となしたもので、ドイツにこの型のものが多い、と分類した。
写景的庭園は日本固有の庭園とし、英国式庭園やフランスのBoisなどと等しく風光の美を発揮するものであるが、実景の美を其優に示すのではなく、栽樹立石仮山等に依って自然の風光を縮写するのを旨としていること、そして、庭園が分化するのは気候によるところが大きく、整形式から不整形式に移行しつつある理由は、絵画が絵模様から発達して線香となり今日の輪廓の余り明らかでない表現になったように、芸術美に対する考が進んだ結果ではないか、としている。
「将来に於ける本邦の庭園」では、欧米では庭園の研究が進んでおり、教育機関も備わっているのに、わが国では美術や音楽には高等の学校を設けておきながら、庭園に関しては研究機閲すら存在せず、進歩するどころか、江戸時代の形骸にしがみつき古人の定めた方式の意義すら知らぬ植木屋のために、古庭園の園趣が破壊される事態に至っていると述べている。そして、庭園史の調査を基礎とする庭園学の必要性を述べ、個人的見解としてわが国の庭園の将来について、生活の近代化、特に建築物の規模拡大に伴い、縮写的庭園は減少し、樹林式や芝生式の広い庭園（公園）が多くなるであろうこと、日本の建築物の洋風化と、茶道や禅道の勢力の衰えから、清楚なる趣致は薄れてゆき、華靂なる装飾花壇を有する遊園が増加するであろうこと、夢想化よりも、植物学的に樹や潅木の自然の性状を調査する必要が増加するであろうが、古来の方式を学ぶことも大切であること、禁忌方位剋生の説は、否定はしないが重く見られることはないであろうこと、を論じている。